# Miasta w Mołdawii
Według danych oficjalnych pochodzących z 2012 roku Mołdawia posiadała ponad 50 miast (w tym 8 miast na terenie nieuznawanego na arenie międzynarodowej, ale w praktyce niezależnego Naddniestrza) o ludności przekraczającej 5 tys. mieszkańców. Stolica kraju Kiszyniów jako jedyne miasto liczyło ponad pół miliona mieszkańców; 2 miasta z ludnością 100÷500 tys.; 1 miasto z ludnością 50÷100 tys., 7 miast z ludnością 25÷50 tys. oraz reszta miast poniżej 25 tys. mieszkańców.

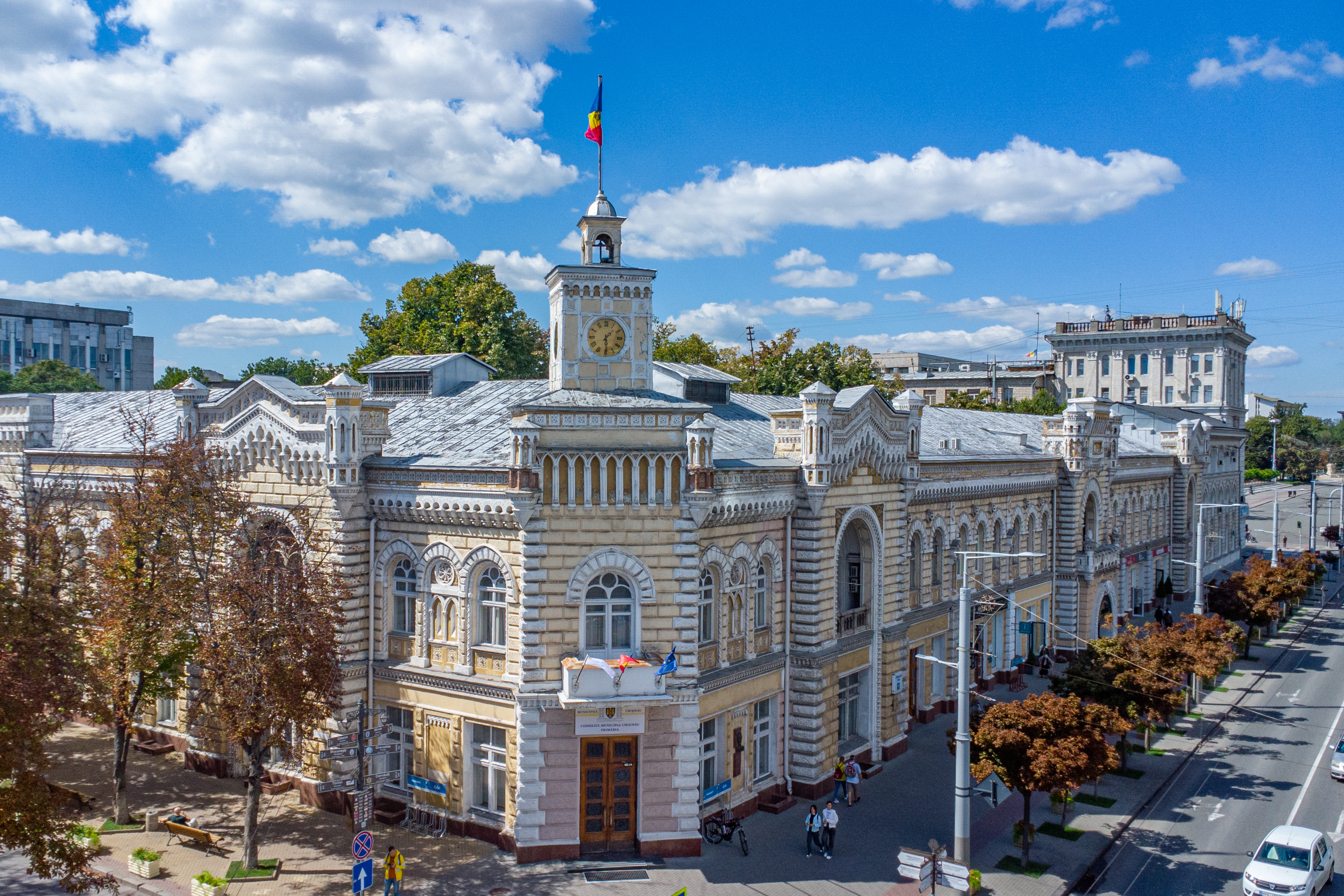
Kiszyniów

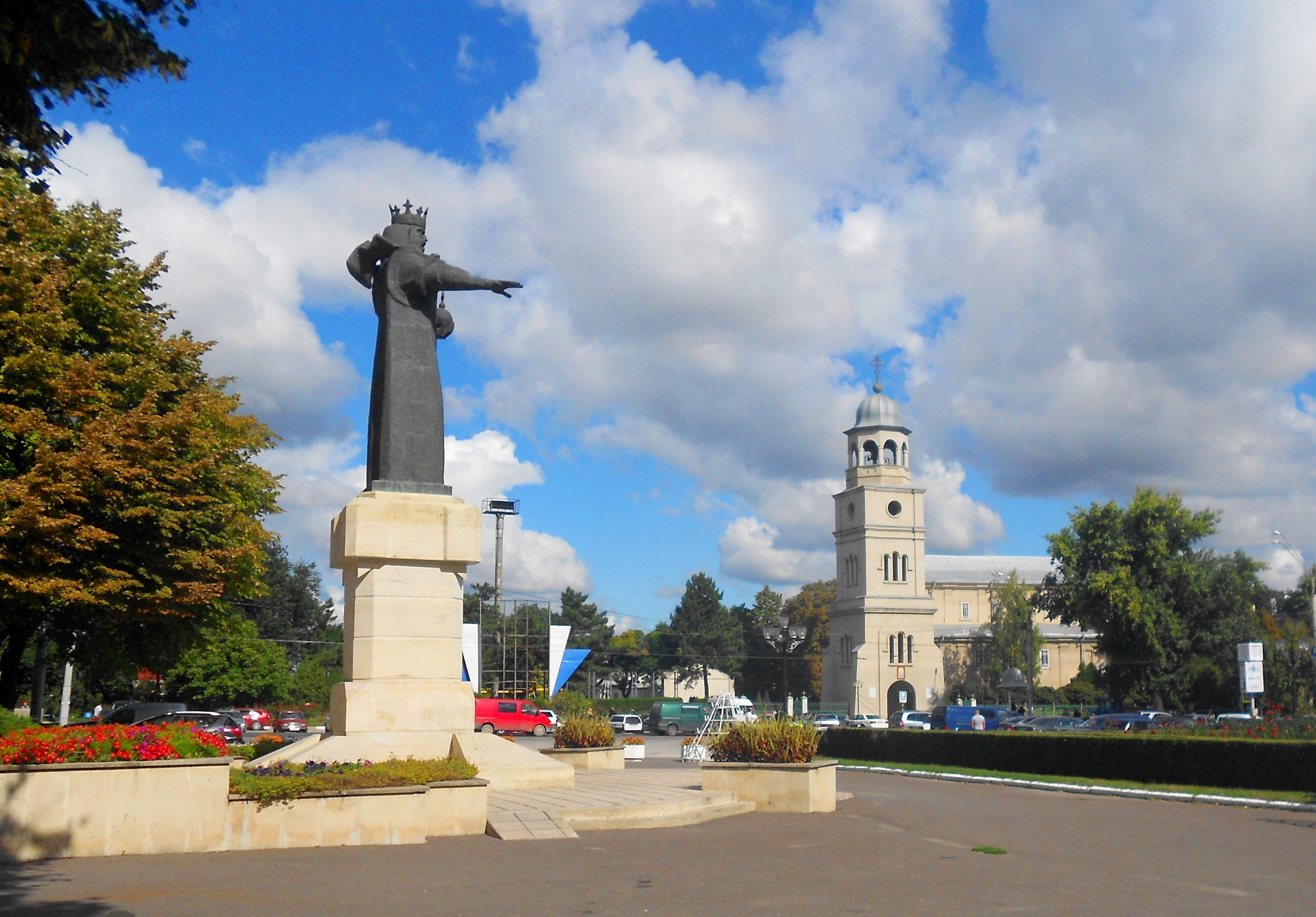
Bielce

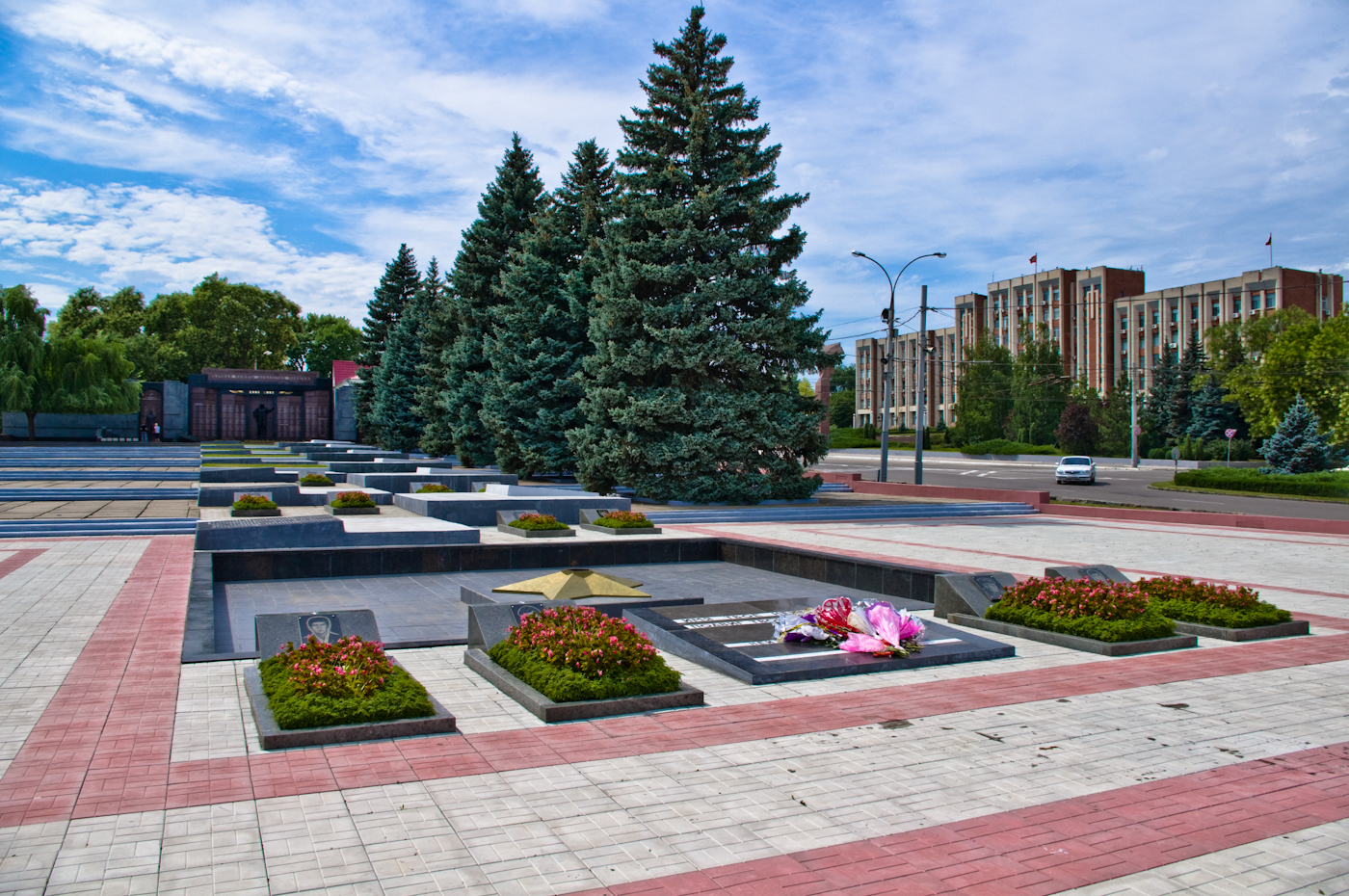
Tyraspol

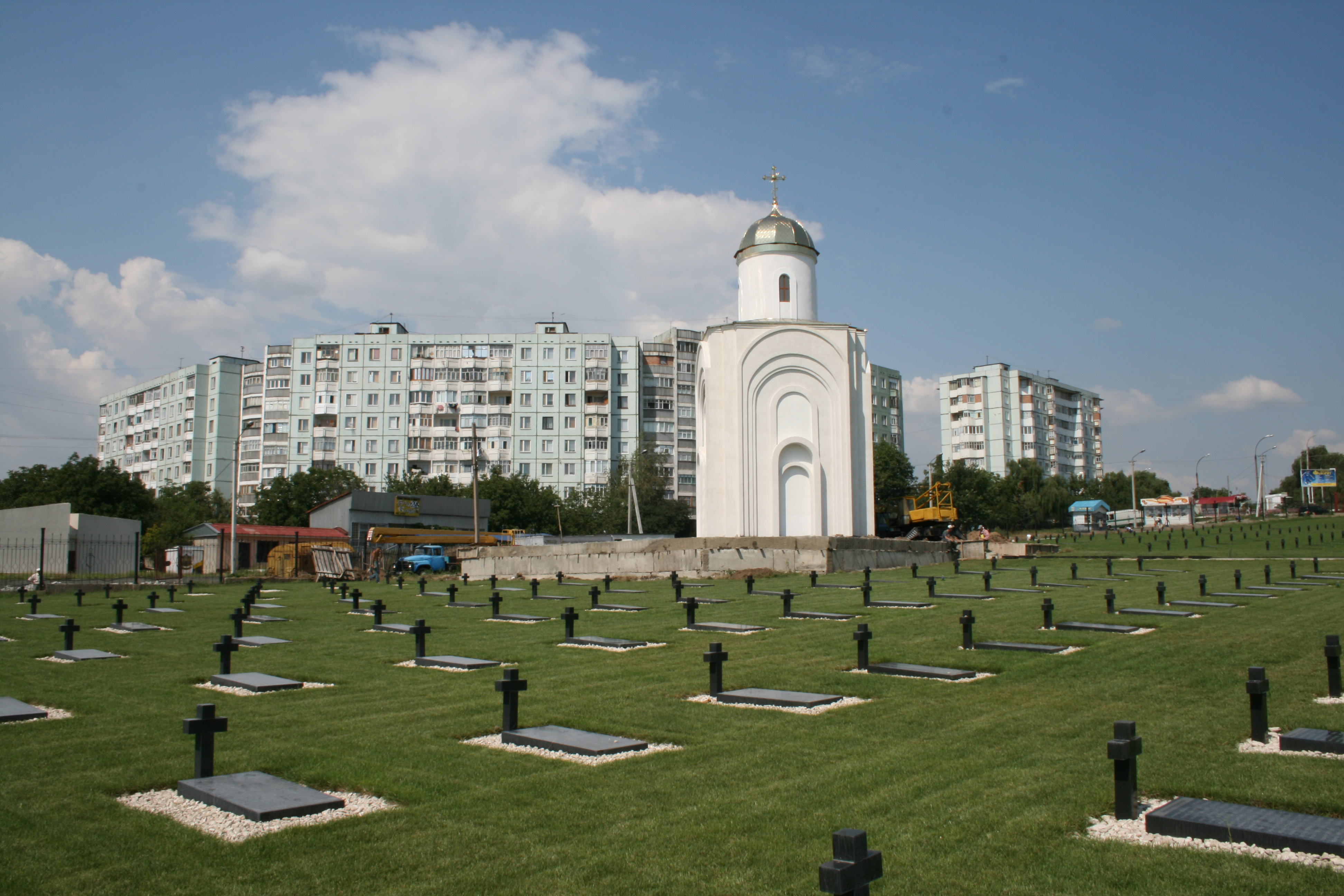
Bendery

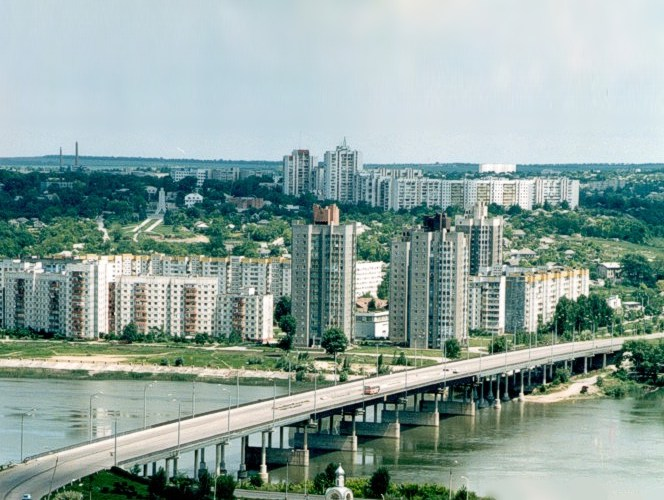
Rybnica

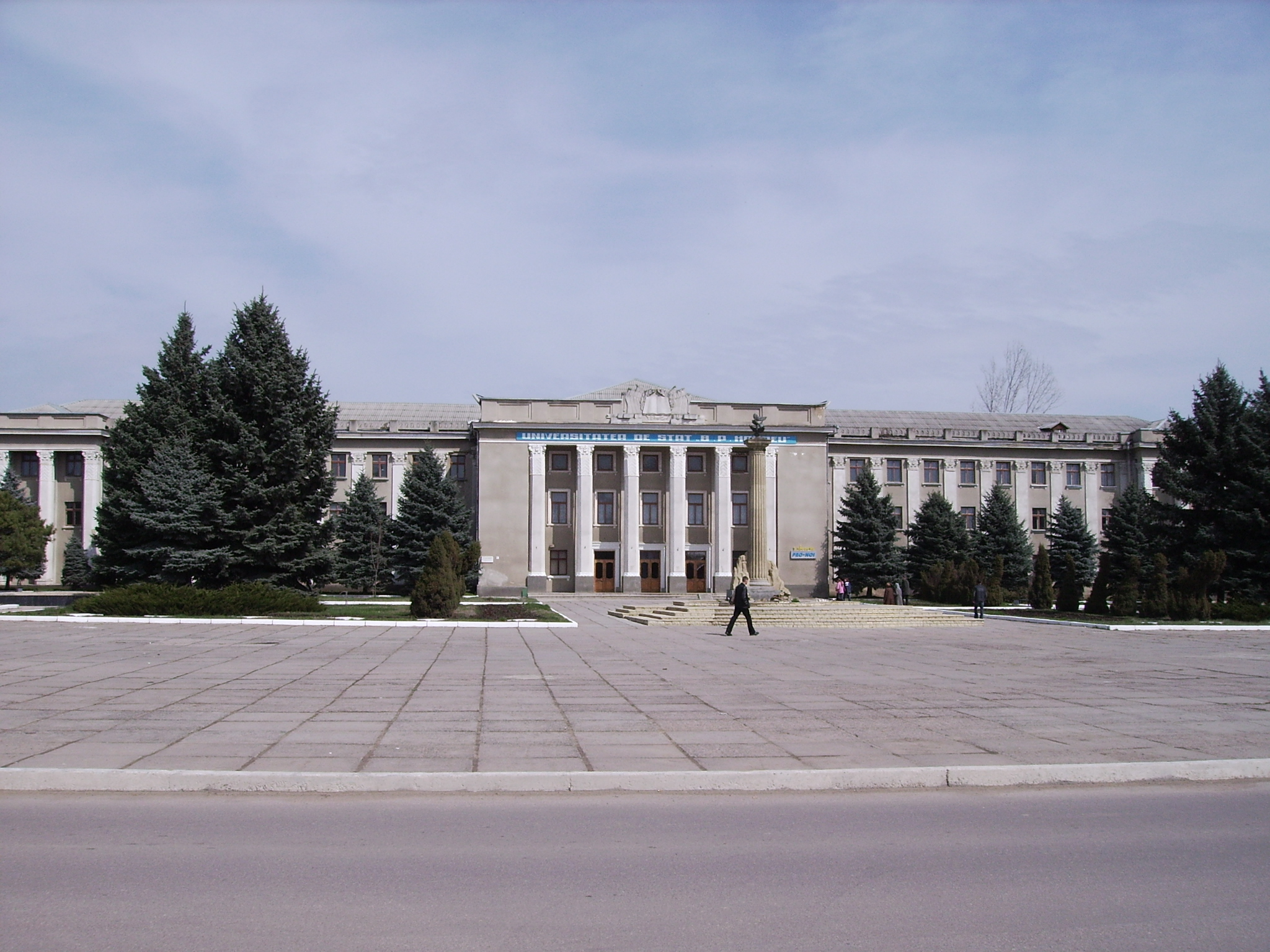
Kaguł

## Największe miasta w Mołdawii
Największe miasta w Mołdawii według liczebności mieszkańców (stan na 01.01.2013):
| L.p. | Miasto               | Rejon        | Liczba ludności |
| ---- | -------------------- | ------------ | --------------- |
| 1.   | Kiszyniów (Chișinău) | Kiszyniów    | 671 800         |
| 2.   | Bielce (Bălți)       | Bielce       | 144 800         |
| 3.   | Tyraspol (Tiraspol)  | Naddniestrze | 134 827         |
| 4.   | Bendery (Tighina)    | Naddniestrze | 92 383          |
| 5.   | Rybnica (Rîbnița)    | Naddniestrze | 48 457          |
| 6.   | Kaguł (Cahul)        | Kaguł        | 39 800          |
| 7.   | Ungheni (Ungheni)    | Ungheni      | 38 200          |
| 8.   | Soroki (Soroca)      | Soroca       | 37 700          |
| 9.   | Orgiejów (Orhei)     | Orgiejów     | 33 500          |
| 10.  | Komrat (Comrat)      | Gagauzja     | 25 700          |
| 11.  | Dubosary (Dubăsari)  | Naddniestrze | 25 224          |

## Alfabetyczna lista miast w Mołdawii
- Anenii Noi
- Basarabeasca
- Bendery (Tighina) – de facto pod kontrolą Naddniestrza
- Bielce (Bălți)
- Biruința
- Bryczany (Briceni)
- Bucovăț
- Cantemir
- Căinari
- Călărași
- Căușeni
- Ceadîr-Lunga
- Cimișlia
- Codru
- Cornești
- Costești
- Cricova
- Criuleni
- Cupcini
- Dnestrovsc – de facto pod kontrolą Naddniestrza
- Dondușeni
- Drochia
- Dubosary (Dubăsari) – de facto pod kontrolą Naddniestrza
- Durlești
- Fălești
- Florești
- Frunză
- Ghindești
- Glodeni
- Grigoriopol – de facto pod kontrolą Naddniestrza
- Hîncești
- Ialoveni
- Iargara
- Jedyńce (Edineţ)
- Kaguł (Cahul)
- Kamionka (Camenca) – de facto pod kontrolą Naddniestrza
- Kiszyniów (Chișinău)
- Komrat (Comrat)
- Crasnoe
- Leova
- Lipkany (Lipcani)
- Maiac
- Mărculești
- Nisporeni
- Tiraspolul Nou
- Ocnița
- Orgiejów (Orhei)
- Otaci
- Rezina
- Rybnica (Rîbnița) – de facto pod kontrolą Naddniestrza
- Rîșcani
- Sîngera
- Sîngerei
- Slobozia – de facto pod kontrolą Naddniestrza
- Șoldănești
- Soroki (Soroca)
- Ștefan Vodă
- Straszany (Strășeni)
- Taraclia
- Telenești
- Tvardița
- Tyraspol (Tiraspol) – de facto pod kontrolą Naddniestrza
- Ungheni
- Vadul lui Vodă
- Vatra
- Vulcănești